# CYP2A7
CYP2A7‏ (Cytochrome P450 family 2 subfamily A member 7) هوَ بروتين يُشَفر بواسطة جين CYP2A7 في الإنسان.
يشفر هذا الجين عضوًا من عائلة إنزيمات السيتوكروم بي 450. بروتينات السيتوكروم بي 450 عبارة عن إنزيمات أحادية الأكسجين تحفز العديد من التفاعلات التي تشارك في استقلاب الأدوية وتخليق الكوليسترول والستيرويدات والليبيدات الأخرى. يتمركز هذا البروتين في الشبكة الإندوبلازمية؛ لم يتم تحديد ركيزته بعد. هذا الجين، الذي ينتج متغيرين من النسخ، هو جزء من مجموعة كبيرة من جينات السيتوكروم بي 450 من العائلات الفرعية CYP2A وCYP2B وCYP2F على الكروموسوم 19q.